# Bangka-Schlangenkopffisch
Der Bangka-Schlangenkopffisch (Channa bankanensis) ist ein klein bleibender Schlangenkopffisch, der im westlichen Malaiischen Archipel auf den Inseln Sumatra, Borneo und Bangka, sowie auf der Malaiischen Halbinsel vorkommt.

## Merkmale
Vom Bangka-Schlangenkopffisch sind zwei Morphen bekannt, eine kleine, die nicht länger als 20 cm wird und eine größere, die eine Länge von bis zu 35 cm erreichen kann und eine dunklere Körperfärbung als die kleine hat. Vom im gleichen Gebiet vorkommenden Glänzenden Schlangenkopffisch (Channa lucius) unterscheidet sich Channa bankanensis durch seinen abgerundeten Kopf, der von Channa lucius ist zugespitzt, durch seine rötlich-bräunliche Färbung (bräunlich bei Channa  lucius) und seine zahlreichen Punkte auf den unpaaren Flossen (Streifen bei Channa lucius).

## Lebensweise
Der Bangka-Schlangenkopffisch lebt in Schwarzwasserflüssen und torfigen Sümpfen mit einem sauren pH-Wert von bis zu 3,5. Er ist wärmeliebend, ein nur wenig aktiver Fisch und ein Offenbrüter. Der Laich wird bis zum Schlupf der Jungen vom Weibchen bewacht.

## Systematik
Innerhalb der Gattung der asiatischen Schlangenkopffische (Channa) bildet der Bangka-Schlangenkopffisch zusammen mit dem Glänzenden Schlangenkopffisch, dem Großen Schlangenkopffisch (Channa micropeltes), Channa panaw, dem Punkt-Schlangenkopffisch (Channa pleurophthalma) und dem Punktierten Schlangenkopffisch (Channa punctata) eine Gruppe nah verwandter südostasiatischer Arten.